# Ciberataques en Estonia de 2007
Los ciberataques de 2007 en Estonia fueron una serie de ciberataques que comenzaron el 27 de abril de 2007 y que se dirigieron a sitios web de organizaciones estonias, incluyendo el parlamento estonio, bancos, ministerios, periódicos y emisoras, en medio de la disputa del país con Rusia sobre la reubicación del Soldado de Bronce de Tallin, un elaborado marcador de tumbas de la era soviética, así como tumbas de guerra en Tallin. La mayoría de los ataques que afectaron al público en general fueron de tipo de ataque de denegación de servicio distribuido, que iban desde individuos que utilizaban diversos métodos como ping flood hasta alquileres costosos de botnets normalmente utilizados para la distribución de spam. También se produjo el envío masivo de comentarios y defacements en los portales de noticias más grandes, incluido el sitio web del Partido Reformista Estonio. La investigación también ha demostrado que se llevaron a cabo grandes conflictos para editar la página de Wikipedia del Soldado de Bronce en inglés.
Algunos observadores consideraron que el ataque a Estonia tenía una sofisticación nunca vista antes. El caso es estudiado intensamente por muchos países y planificadores militares, ya que en el momento en que ocurrió, pudo haber sido la segunda instancia más grande de ciberataques patrocinados por un estado, después de Titan Rain.
Hasta enero de 2008, un estonio de etnia rusa había sido acusado y condenado.